# بيت شميلة (الطويلة)

تعديل مصدري - تعديل

بيت شميلة هي إحدى قرى عزلة الغربي بمديرية الطويلة التابعة لمحافظة المحويت، بلغ تعداد سكانها 246 نسمة حسب تعداد اليمن لعام 2004.